# Абдулазіз Хассан Буджалуф
Абдулазіз Хассан Буджалуф (араб. عبد العزيز حسن; нар. 27 лютого 1973) — катарський футболіст, який грав на позиції півзахисника. Відомий за виступами в складі катарського клубу «Катар» та у складі збірної Катару на кількох міжнародних турнірах.

## Клубна кар'єра
Абдулазіз Хассан розпочав виступи на футбольних полях у складі катарського клубу «Катар» у 1991 році, в якому грав до закінчення кар'єри гравця в 2006 році. У складі команди в 2003 році став чемпіоном Катару, а в 2001 році володарем Кубка Еміра Катару.

## Виступи за збірну
У 1992 році Абдулазіз Хассан дебютував у складі збірної Катару. У складі олімпійської збірної брав участь у літніх Олімпійських іграх 1992 року. У складі національної збірної Абдулазіз Хассан брав участь в Азійських іграх, Кубку націй Перської затоки, та Кубку Азії 2000 року. У складі збірної грав до 2004 року, зіграв у її складі 55 ігор, у яких відзначився 11 забитими м'ячами.

## Титули і досягнення
- Чемпіон Катару (1):

«Катар СК»: 2002—2003
- Володар Кубка Еміра Катару (1):

«Катар СК»: 2001
- Володар Кубка наслідного принца Катару (2):

«Катар СК»: 2002, 2004